# Polskie Media
Polskie Media – istniejące w latach 1998–2013 holding, przedsiębiorstwo i grupa medialna.

## Historia
Spółka do końca 2013 roku była właścicielem TV4 i TV6. Polskie Media w pełni należały do spółki Cyfrowy Polsat S.A., dostawcy usług telekomunikacyjnych i nadawcy Telewizji Polsat. Spółka powstała 17 stycznia 1998, po tym jak uruchomiono kanał Nasza TV i od tego momentu kanał nadawał drogą naziemną i kablową. 1 kwietnia 2000 Nasza TV została przekształcona w TV4. 30 maja 2011 uruchomiono kanał TV6. Dnia 17 listopada 2011 TVN sprzedał swoje akcje (ok. 9%) podmiotowi zależnemu od grupy Zygmunta Solorza-Żaka. 30 sierpnia 2013 Telewizja Polsat przejęła w całości spółkę Polskie Media.
31 grudnia 2013 Polskie Media przestały istnieć, a dzień później, 1 stycznia 2014, Polsat stał się bezpośrednim nadawcą dotychczasowych kanałów spółki. Po połączeniu Telewizji Polsat i Polskich Mediów dalej działa tylko ta pierwsza spółka. Do Polsatu przeszli dotychczasowi pracownicy Polskich Mediów, którzy przenieśli się z budynku przy al. Stanów Zjednoczonych w Warszawie do siedziby stacji Zygmunta Solorza-Żaka przy ul. Ostrobramskiej.